# 小行星1761
小行星1761（1761 Edmondson）是一颗绕太阳运转的小行星，为主小行星带小行星。该小行星于1952年3月30日发现。
該小行星以美國天文學家弗蘭克·K·埃德蒙森命名。

## 轨道参数
小行星1761的轨道半长轴为3.1645353 UA，离心率为0.239。